# Antimon pentafluoride
Antimon pentafluoride là hợp chất vô cơ có công thức hóa học là SbF5. Là một chất lỏng nhớt, không màu, là một acid Lewis và là một thành phần của siêu acid rất mạnh là acid fluoroantimonic, được tạo ra bằng cách trộn acid hydrofluoric HF với SbF5 lỏng theo tỉ lệ 2:1. Hợp chất này đáng chú ý vì tính acid Lewis của nó và khả năng phản ứng với hầu hết các hợp chất đã được biết.

## Điều chế
Antimon pentafluoride được điều chế bằng cách cho antimon pentachloride phản ứng với hydro fluoride khan: 
SbCl5 + 5HF → SbF5 + 5HCl
Nó cũng có thể được điều chế từ antimon trifluoride và fluor.

## Cấu trúc và các phản ứng hóa học
Ở thể khí, SbF5 có cấu trúc hai tam giác đối xứng với nhóm đối xứng D3h. Hợp chất này có cấu trúc phức tạp hơn ở trạng thái lỏng và rắn. Thể lỏng chứa các polymer trong đó mỗi tâm Sb là hình bát diện, cấu trúc của nó được mô tả bởi công thức [SbF4(μ-F)2]n ((μ-F) biểu thị các nhóm fluoride là cầu nối hai tâm Sb). Dạng kết tinh là một tetramer, có nghĩa là nó có công thức là [SbF4(μ-F)]4. Các liên kết Sb-F nằm ở 2,02 Å trong vòng tám nguyên tử Sb4F4, các phối tử fluoride còn lại tỏa ra từ 4 tâm Sb ngắn hơn nằm ở 1,82 Å. Các hợp chất liên quan là PF5 và AsF5 là các đơn chất ở trạng thái rắn và lỏng, có thể là do kích thước nhỏ hơn của nguyên tử ở trung tâm, điều này làm hạn chế số lượng liên kết của chúng. BiF5 là một polymer.
Tương tự, SbF5 làm tăng tính acid Brønsted của HF, nó làm tăng khả năng oxy hóa của F2. Hiện tượng này được minh họa bằng quá trình oxy hóa oxy:
2SbF5 + F2 + 2O2 → 2[O2]+[SbF6]−
Antimon pentafluoride cũng đã được sử dụng trong phản ứng hóa học đầu tiên phát hiện ra khí fluor từ các hợp chất fluoride:
4SbF5 + 2K2MnF6 → 4KSbF6 + 2MnF3 + F2
Điều khiến cho phản ứng này xảy ra là ái lực cao của SbF5 đối với F−, đây cũng là tính chất khuyến nghị sử dụng SbF5 để tạo ra các siêu acid.

### Hexafluoroantimonat
SbF5 là một acid Lewis mạnh, đặc biệt hướng tới các anion F− để tạo ra anion [SbF6]− rất bền, được gọi là hexafluoroantimonat. [SbF6]− là anion có phối trí yếu với PF6−. Mặc dù nó chỉ là một base yếu, [SbF6]− phản ứng với SbF5 tạo ra một anion trung tâm:
SbF5 + [SbF6]− → [Sb2F11]−

## An toàn
SbF5 phản ứng dữ dội với nhiều hợp chất, thường giải phóng hydro fluoride rất nguy hiểm. Nó ăn mòn da và mắt.